# Березняки (Добрушский район)
Березняки (бел. Беразнякі) — упразднённый посёлок, входящий в Переростовский сельсовет Добрушского района Гомельской области Беларуси.

## География

### Расположение
В 13 км на юго-восток от Добруша и железнодорожной станции в этом городе, в 41 км от Гомеля.

## Транспортная система
Транспортная связь по просёлочной дороге, а потом автомобильной дороге Васильевка — Добруш.
В посёлке нет жилых домов (2004 год). Планировка складывается из короткой улицы, с широтной ориентацией. Застройка деревянными домами.

## Экология и природа
В результате катастрофы на Чернобыльской АЭС и радиационным загрязнением жители переселены в 1990 - 1992 годах в чистые места.

## История
Основан в 1920-х годах переселенцами с соседних деревень на бывших помещичьих землях. В 1929 году организован колхоз.
Во время Великой Отечественной войны оккупанты в сентябре 1943 года полностью сожгли посёлок.
В 1959 году посёлок находился в составе колхоза имени М.И. Калинина с центром в деревне Перерост.

## Население

### Численность
- 1992 год — жители деревни переселены

### Динамика
- 1940 год — 30 дворов, 152 жителя
- 1959 год — 82 жителя (согласно переписи)
- 1992 год — жители деревни переселены